# Ore (Alto Garona)
Ore é uma comuna francesa na região administrativa da Occitânia, no departamento do Alto Garona. Estende-se por uma área de 2.86 km², com 108 habitantes, segundo o censo de 2018, com uma densidade de 38 hab/km².